# NGC 3644
NGC 3644 (другие обозначения — IC 684, UGC 6373, MCG 1-29-37, ZWG 39.139, PGC 34814) — спиральная галактика (Sa) в созвездии Лев.
Этот объект входит в число перечисленных в оригинальной редакции «Нового общего каталога».
В галактике вспыхнула сверхновая SN 1996V, её пиковая видимая звездная величина составила 16,5.